# Ralph Freeman (Ingenieur, 1911)
Sir Ralph Freeman (* 3. Februar 1911; † 24. August 1998) war ein britischer Ingenieur, der u. a. durch seinen Entwurf für die Humber-Brücke bekannt wurde.
Der Sohn von Sir Ralph Freeman (Ingenieur, 1880) besuchte die Uppingham School, Rutland und Worcester College, Oxford. Er arbeitete an Brücken in Südafrika und Rhodesien, wo er seine Frau Joan Rose traf. 1939 kehrte er nach England zurück und arbeitete für Freeman Fox & Partners (im Vorjahr nach seinem Vater benannt; heute Hyder Consulting). Im Zweiten Weltkrieg diente er beim Engineer and Logistic Staff Corps der Royal Engineers und entwickelte militärische Hängebrücken. 1953 wurde er zum Major befördert. Danach arbeitete er wieder bis 1979 bei Freeman Fox & Partners, wo er 1947 Partner und 1963 Senior Partner wurde. Er wirkte an Planungen für die M2 und die M5 motorway mit und war an der Planung der Auckland Harbour Bridge, der Forth Road Bridge, der Severn-Brücke, der Erskine Bridge und der ersten Bosporus-Brücke beteiligt. Als Krönung seines Schaffens wird die Humber-Brücke angesehen.
Ralph Freeman war seit 1946 Mitglied der Institution of Civil Engineers und saß in deren Verwaltungsrat von 1951 bis 1955 und von 1957 bis 1961. Zwischen 1961 und 1966 war er Vizepräsident und von 1966 bis 1967 Präsident der ICE. Er war Vorsitzender der Association of Consulting Engineers von 1975 bis 1976 und 1978 Präsident der Smeatonian Society of Civil Engineers. 1970 wurde er als Knight Bachelor geadelt.
Sein Sohn Anthony (besser bekannt als Ralph) starb infolge des Unfalls bei der Ponte Vasco da Gama einen Monat vor ihm.